# Miet Filipović
Miet Filipović (17 de junio de 1975) es una deportista croata que compitió en taekwondo. Ganó dos medallas de bronce en el Campeonato Mundial de Taekwondo, en los años 1995 y 1997, y dos medallas en el Campeonato Europeo de Taekwondo, oro en 2004 y bronce en 1996.

## Palmarés internacional
| Campeonato Mundial | Campeonato Mundial    | Campeonato Mundial | Campeonato Mundial |
| Año                | Lugar                 | Medalla            | Categoría          |
| ------------------ | --------------------- | ------------------ | ------------------ |
| 1995               | Manila (Filipinas)    | Medalla de bronce  | –60 kg             |
| 1997               | Hong Kong (China)     | Medalla de bronce  | –60 kg             |
| Campeonato Europeo |                       |                    |                    |
| Año                | Lugar                 | Medalla            | Categoría          |
| 1996               | Helsinki (Finlandia)  | Medalla de bronce  | –60 kg             |
| 2004               | Lillehammer (Noruega) | Medalla de oro     | –63 kg             |